# Athletic Club Sparta Praha fotbal 2012-2013
Questa voce raccoglie le informazioni riguardanti l'Athletic Club Sparta Praha fotbal nelle competizioni ufficiali della stagione 2012-2013.

## Stagione
Alle prime giornate di campionato lo Sparta parte bene e dopo 5 giornate si ritrova in testa al campionato, con 4 vittorie, 1 pari e 13 punti. Al settimo turno il Viktoria Plzen vince 1-0 contro lo Sparta Praga con gol di Pavel Horváth e raggiunge i granata in vetta al torneo. Nel turno successivo, alla seconda sconfitta consecutiva dei praghesi, anche lo Jablonec li scavalca in classifica, appaiando il Viktoria Plzen in testa al campionato, con 17 punti, uno in più rispetto allo Sparta. Alla nona giornata, nel derby contro lo Slavia Praga, i granata trovano il terzo ko di fila, venendo sorpassati anche dal Sigma Olomouc (che aveva causato la seconda sconfitta, vincendo 2-1 a Praga). Alla dodicesima giornata, lo Sparta Praga, ripresosi da questo periodo negativo, raggiunge Jablonec e Sigma Olomouc al primo posto con 23 punti; il Viktoria Pilsen è a 22. Al giro di boa, il Viktoria è primo in campionato (31 punti), davanti a Sparta Praga (30) e Jablonec (29); staccato il Sigma Olomouc (26). Al diciottesimo turno, il Viktoria è ancora davanti a tutti (41), inseguono Sparta Praga (38), Jablonec e il Sigma Olomouc in forte rimonta (36). Il 30 marzo 2013, alla ventunesima giornata, col successo riportato contro il Viktoria Pilsen (1-0, decide il neo acquisto David Lafata) lo Sparta Praga raggiunge il club di Pilsen in vetta al torneo nazionale. A 5 giornate dal termine, Sparta Praga e Viktoria Pilsen hanno staccato Slovan Liberec e Sigma Olomouc: il 26 aprile lo Sparta Praga pareggia 2-2 contro il Vysočina Jihlava e il club di Pilsen ne approfitta per allungare a +2. Nelle ultime quattro giornate, Sparta Praga e Viktoria Pilsen perdono due incontri a testa, ritrovandosi all'ultimo turno con 2 punti di distanza l'uno dall'altro: lo Sparta Praga vince 3-0, il Viktoria batte la propria avversaria 0-3 in trasferta e si aggiudica il titolo ceco 2013. A fine stagione David Lafata, decisivo con i suoi 7 gol in 12 incontri di campionato, con 20 reti totali è eletto miglior marcatore del campionato davanti a Kadlec.
In coppa lo Sparta Praga elimina Viktoria Zizkov (1-1, 5-4 ai rigori), Vysočina Jihlava (2-2, 2-3 ai rigori), Sigma Olomouc (8-4), uscendo in semifinale contro il Mladá Boleslav (3-2).
In Europa League lo Sparta Praga supera l'Admira Wacker (2-4) e il Feyenoord (2-4), accedendo alla fase a gironi. I cechi pescano Olympique Lione, Athletic Bilbao e Ironi Kiryat Shmona: dopo aver perso in Francia, i praghesi colgono 2 vittorie e 3 pareggi, conquistando 9 punti e arrivando dietro al solo Olympique Lione. Ai sedicesimi di finale lo Sparta Praga affronta il Chelsea, sfiorando l'impresa: cede 0-1 a Londra e ferma i Blues a Praga sull'1-1. Il Chelsea sarà il futuro vincitore della competizione.

## Calciomercato
Zítka si ritira nel luglio del 2012.
Vengono ceduti Švenger (in prestito al Senica), Erich Brabec (Senica), Hejda (al Viktoria Plzeň per 450.000 euro), Frýdek (in prestito al Senica), Abena (ritorna al DAC Dunajská Streda dal prestito), Kušnír (Slovan Liberec), Jakub Brabec (in prestito allo Zbrojovka Brno), Podaný (in prestito al Teplice), Zeman (in prestito al Viktoria Plzeň), Juhár (Slavia Praga), Jurdík (Zbrojovka Brno), Kerić (in prestito al Teplice) e nel settembre del 2012 Krob (in prestito al Graffin Vlašim).
Vengono acquistati Holy, Čech (Viktoria Plzeň), Polom, Pablo Gil (Real Madrid Castilla), Jirásek e Balaj (dal KF Tirana per 60.000 euro).

## Rosa
| N. |                      | Ruolo | Calciatore       |
| -- | -------------------- | ----- | ---------------- |
| 1  | Rep. Ceca (bandiera) | P     | Marek Čech       |
| 3  | Croazia (bandiera)   | D     | Manuel Pamić     |
| 4  | Rep. Ceca (bandiera) | D     | Ondřej Švejdík   |
| 5  | Rep. Ceca (bandiera) | D     | Jakub Brabec     |
| 6  | Rep. Ceca (bandiera) | A     | Tomáš Přikryl    |
| 7  | Rep. Ceca (bandiera) | C     | Jakub Podaný     |
| 8  | Rep. Ceca (bandiera) | C     | Marek Matějovský |
| 9  | Camerun (bandiera)   | A     | Léonard Kweuke   |
| 11 | Spagna (bandiera)    | D     | Pablo Gil        |
| 14 | Rep. Ceca (bandiera) | A     | Václav Kadlec    |
| 15 | Croazia (bandiera)   | A     | Andrej Kerić     |
| 16 | Rep. Ceca (bandiera) | C     | Pavel Kadeřábek  |
| 17 | Rep. Ceca (bandiera) | A     | Jiří Skalák      |

| N. |                       | Ruolo | Calciatore         |  |
| -- | --------------------- | ----- | ------------------ |  |
| 18 | Rep. Ceca (bandiera)  | C     | David Pavelka      |  |
| 19 | Rep. Ceca (bandiera)  | D     | Matěj Hybš         |  |
| 20 | Rep. Ceca (bandiera)  | D     | Tomáš Zápotočný    |  |
| 22 | Rep. Ceca (bandiera)  | C     | Josef Hušbauer     |  |
| 23 | Rep. Ceca (bandiera)  | C     | Ladislav Krejčí    |  |
| 24 | Rep. Ceca (bandiera)  | D     | Vlastimil Vidlička |  |
| 25 | Rep. Ceca (bandiera)  | C     | Mario Holek        |  |
| 26 | Rep. Ceca (bandiera)  | C     | Milan Jirásek      |  |
| 27 | Rep. Ceca (bandiera)  | D     | Roman Polom        |  |
| 30 | Rep. Ceca (bandiera)  | P     | Tomáš Holý         |  |
| 31 | Rep. Ceca (bandiera)  | P     | Tomáš Vaclík       |  |
| 37 | Slovacchia (bandiera) | C     | Peter Grajciar     |  |
| 39 | Rep. Ceca (bandiera)  | D     | Jiří Jarošík       |  |